# Лалибёрте, Конни
Ко́нни Лалибёрте (англ. Connie Laliberte; род. 21 октября 1960, Виннипег) — канадская кёрлингистка.
Чемпион мира 1984, серебряный (1995) и бронзовый (1992) призёр чемпионатов мира. Трёхкратный чемпион Канады (1984, 1992, 1995).
Играла на позиции четвёртого. Была скипом своей команды.
В 2000 году введена в Зал славы канадского кёрлинга.

## Достижения
- Чемпионат мира по кёрлингу среди женщин: золото (1984), серебро (1995), бронза (1992).
- Чемпионат Канады по кёрлингу среди женщин: золото  (1984, 1992, 1995), серебро (1994), бронза (1996, 1999, 2000).
- Канадский олимпийский отбор по кёрлингу: серебро (1987).
- Чемпионат Канады по кёрлингу среди юниоров: серебро (1979).

## Команды
| Сезон   | Четвёртый        | Третий              | Второй            | Первый          | Запасной                                   | Турниры             |
| ------- | ---------------- | ------------------- | ----------------- | --------------- | ------------------------------------------ | ------------------- |
| 1975—76 | Пэтти Венд       | Denise Ledoyen      | Конни Лалибёрте   | Donna Rogalski  |                                            | ЧКЮ 1976 (? место)  |
| 1976—77 | Пэтти Венд       | Cindy Jensen        | Colleen Clark     | Конни Лалибёрте |                                            | ЧКЮ 1977 (? место)  |
| 1978—79 | Laura Rance      | Конни Лалибёрте     | ?                 | ?               |                                            | ЧКЮ 1979            |
| 1979—80 | Donna Brownridge | Пэтти Венд          | Carolyn Hall      | Конни Лалибёрте |                                            | ЧК 1980 (7 место)   |
| 1980—81 | Конни Лалибёрте  | ?                   | Коринн Питерс     | Джанет Арнотт   |                                            |                     |
| 1983—84 | Конни Лалибёрте  | Крис Мор            | Коринн Питерс     | Джанет Арнотт   |                                            | ЧК 1984 · ЧМ 1984   |
| 1986—87 | Конни Лалибёрте  | Janet Harvey        | Коринн Питерс     | Джанет Арнотт   |                                            | КООК 1987           |
| 1991—92 | Конни Лалибёрте  | Лори Аллен          | Кэти Готье        | Джанет Арнотт   | Arlene MacLeod (ЧК)                        | ЧК 1992 · ЧМ 1992   |
| 1992—93 | Конни Лалибёрте  | Лори Аллен          | Кэти Готье        | Джанет Арнотт   | Коринн Уэбб                                | ЧК 1993 (5 место)   |
| 1993—94 | Конни Лалибёрте  | Karen Purdy         | Кэти Готье        | Джанет Арнотт   | Kristen Kroeker                            | ЧК 1994             |
| 1994—95 | Конни Лалибёрте  | Кэти Овертон        | Кэти Готье        | Джанет Арнотт   | Дебби Джонс-Уокер тренер: Tom Clasper (ЧМ) | ЧК 1995 · ЧМ 1995   |
| 1995—96 | Конни Лалибёрте  | Кэти Овертон-Клэпем | Кэти Готье        | Джанет Арнотт   | Дебби Джонс-Уокер                          | ЧК 1996             |
| 1997—98 | Конни Лалибёрте  | Кэти Овертон-Клэпем | Джилл Стауб       | Джанет Арнотт   | Морин Бонар                                | КООК 1997 (7 место) |
| 1998—99 | Конни Лалибёрте  | Кэти Овертон-Клэпем | Дебби Джонс-Уокер | Джанет Арнотт   | Джилл Стауб                                | ЧК 1999             |
| 1999—00 | Конни Лалибёрте  | Кэти Овертон-Клэпем | Дебби Джонс-Уокер | Джанет Арнотт   | Джилл Стауб тренер: Bob Moroz              | ЧК 2000             |

(скипы выделены полужирным шрифтом)

## Частная жизнь
После ухода из кёрлинга высшего уровня в 2000 работает директором в CurlManitoba’s High Performance Director.
Две сестры Конни тоже занимались кёрлингом. Более известной кёрлингисткой является другая сестра Конни — Джанет (в замужестве Арнотт), игравшая в команде Конни в 1984—2000 на позиции первого; в 2006—2007 играла на позиции первого в команде Дженнифер Джонс, после чего стала тренером этой команды. Менее известна как кёрлингистка сестра-близнец Конни — Коринн (в замужестве Питерс); играла в команде Конни на позиции второго (в частности, на чемпионате Канады 1984 и чемпионате мира 1984).
Замужем. Муж — тоже бывший кёрлингист, Чарли Салина (англ. Charlie Salina). У них один ребёнок: сын Коди (англ. Cody, род. 2000)
Кёрлингу училась (вместе с сёстрами) у своей мамы, Джин Лалибёрте (англ. Jean Laliberte), которая была инструктором по кёрлингу в Curl Canada.
Участвовала как консультант в съёмках фильма «Парни с мётлами» (2002).